# Cestonioptera mesnii
Cestonioptera mesnii là một loài ruồi trong họ Tachinidae.